# 西祖谷山村有瀬
西祖谷山村有瀬（にしいややまむらあるせ）は、徳島県三好市の町名。郵便番号は778-0103。

## 地理
三好市の南部に位置。北は西祖谷山村南山・西祖谷山村重末・西祖谷山村今久保、東は東祖谷元井、南は高知県大豊町、西は吉野川を挟んで山城町下名とそれぞれ接する。地域に内には三部神社が鎮座し、同社の有瀬かぐら踊りは徳島県の無形民俗文化財に指定されている。

### 河川
- 吉野川
- 谷間川

### 小字
- 有瀬上
- 有瀬下
- 谷間

## 歴史
- 2006年（平成18年）3月1日 - 三好郡西祖谷山村が三野町・池田町・山城町・井川町・東祖谷山村と合併して三好市が発足し、現在の町名となる。

## 世帯数と人口
2021年（令和3年）12月31日現在の世帯数と人口は以下の通りである。
| 町丁           | 世帯数 | 人口 |
| -------------- | ------ | ---- |
| 西祖谷山村有瀬 | 47世帯 | 85人 |

## 小・中学校の学区
市立小・中学校に通う場合、学区は以下の通りとなる。
| 番地 | 小学校             | 中学校               |
| ---- | ------------------ | -------------------- |
| 全域 | 三好市立檪生小学校 | 三好市立西祖谷中学校 |

## 施設
- 大歩危
- 三部神社
- 八幡神社
- 楽校の宿あるせ

### かつて存在した施設
- 三好市立有瀬小学校 - 2012年廃校。

## 交通

### 鉄道
- 最寄駅はJR土讃線の大歩危駅及び土佐岩原駅。